# Lucas Bijker
Lucas Bijker (ur. 4 marca 1993 w São Paulo) – holenderski piłkarz występujący na pozycji obrońcy w KV Mechelen.